# Regione di Martakert
La regione di Martakert (in armeno Մարտակերտ?, traslitterato anche Mardakert) è stata una regione della repubblica dell'Artsakh (già Nagorno Karabakh) con capoluogo Martakert.
La regione contava 19 900 abitanti (al 2015) su una superficie di 1795 km² e comprendeva un centro urbano (il capoluogo) e 42 comunità rurali.
Si trovava nella parte nord orientale del paese e inglobava anche la porzione orientale del distretto di Kəlbəcər, quella occidentale del distretto di Tərtər e una piccola parte di quello di Ağdam. L'estremo lembo orientale del distretto rimase sotto controllo azero a seguito della prima guerra del Nagorno Karabakh.
Il capoluogo contava (al 2010) 4 200 abitanti e si trova adagiato in una conca non lontano da quella che era la linea di confine con l'Azerbaigian; proprio per questa sua posizione fu teatro di scontri violentissimi e continui bombardamenti durante il conflitto. Una moderna strada lo collegava rapidamente alla capitale Step'anakert. Un'altra in direzione ovest raggiungeva l'Armenia attraverso il passo Sodk nella attigua regione di Šahowmyan.
Da un punto di vista morfologico, il territorio è segnato da quattro catene montuose che corrono longitudinalmente, pressoché in parallelo, da ovest verso est: a nord si staglia la suggestiva catena dei monti Mrav che segna la divisione con l'Azerbaigian. Più a sud si sviluppano le catene minori di Arakelots, Jraberd e Okhtnaghbyur.
La regione è ricchissima di bellezze naturali e testimonianze artistiche non tutte facilmente raggiungibili per l'impervietà dei luoghi. Da un punto di vista naturalistico vi sono situati il bacino artificiale di Sarsang (formato da una diga idroelettrica sul fiume Tartar) e delle fitte foreste che coprono le montagne della zona.
Da un punto di vista storico ed architettonico, il monastero di Gandzasar, nei pressi del villaggio di Vank, è forse il più pregevole sito di tutto l'Artsakh, restaurato negli anni 2000 dai danni riportati durante il conflitto.
Altri siti sono il monastero di Metsaranits, nei pressi del villaggio di Kolatak e quello di san Gregorio a Rev.

## Lista delle comunità regionali

### Comunità urbane
- Martakert

### Comunità rurali
- Aghabekalandj
- Aradjadzor
- Chapar
- Chldran
- Drmbon
- Garnakar
- Getavan
- Harutyunagomer
- Haterk
- Hovtashen
- Khnkavan
- Kichan
- Kochoghot

- Kolatak
- Kusapat
- Mataghis
- Maghavuz
- Mehmana
- Metz Shen
- Mokhratagh
- Nerkin Horatagh
- Nor Aygestan
- Nor Ghazanchi
- Nor Haykadjur
- Nor Karmiravan
- Nor Maragha
- Nor Seysulan

- Poghosagomer
- Shahmasour
- Talish
- Tblghu
- Tchankatagh
- Tsaghkashen
- Tsamakahogh
- Vaghuhas
- Vank
- Vardadzor
- Varnkatagh
- Verin Horatagh
- Zaglik
- Zardakhach